# William Palacios
William Enrique Palacios González (Bahía Solano, Chocó, Colombia, 29 de julio de 1994) es un futbolista colombiano. Juega como extremo y su equipo actual es Zacatecoluca FC de la Primera División de El Salvador.

## Trayectoria
Ha desarrollado su carrera futbolística en 6 países diferentes, en los que se destacan, además de Colombia, Argentina, México y Perú.

### Once Caldas
Debutó como profesional el 21 de marzo de 2013 con el Once Caldas donde estuvo entre 2013 y el primer semestre de 2014. El colombiano Santiago Escobar fue quien lo hizo debutar
En el segundo semestre de 2014 pasó al Club Irapuato de México, teniendo así su primera experiencia internacional.
Luego pasó por el Club Sport Cartaginés, equipo en el que estuvo a prueba y terminaría firmando contrato por un semestre.
En el 2015 jugó por Jaguares de Córdoba.

### Independiente Santa Fe
Luego de su gran semestre en Jaguares de Córdoba, donde incluso fue llamado a la Selección Colombia Sub-23. Fichó por Club Tigres, quien lo envió a préstamo a Independiente Santa Fe. Tuvo un paso con bastante irregularidad, siendo criticado por la hinchada del cardenal. Jugó al lado de Yerry Mina.
Fichó por Atlético Huila, quien rescindiría su contrato por indisciplina. 
Luego de durar un mes en Huila, ficha por la Universidad de San Martín de Perú, donde tuvo buenas actuaciones. Luego de haber firmado por Patriotas, increíblemente se anuncia como nuevo refuerzo de Comerciantes Unidos, donde fue su mejor temporada futbolística, logrando anotar 4 goles. Jugó la Copa Sudamericana 2017 donde logró anotar un gol a Boston River.
Fue dado de baja por indisciplina en Lobos BUAP por una pelea en un bar.
Luego del altercado en Lobos, firmó por F. B. C. Melgar pero no pudo disputar ningún partido.
C. A. Aldosivi, Sol de América y Celaya. Ha disputado más de 90 partidos y ha anotado 9 goles en total como profesional.su carrera estuvo repleta de polémicas pasó sin pena ni gloria con aldosivi con solo 6 partidos jugados y nunca logró afianzarse al equipo.
Anotó el primer gol de Cantolao en la temporada 2021 frente a Universitario de Deportes, en la victoria 3 a 1 a favor de Cantolao. Luego de un irregular semestre rescinde su contrato con Cantolao.

## Selección nacional
El 27 de agosto del 2015 Palacios fue convocado a la eliminatoria de la Selección Colombia Sub-23, dirigida por Carlos Restrepo. En noviembre del mismo año, Restrepo lo convocó para la CFA International Youth Football Tournament que se realizó en Wuhan, China, cuadrangular amistoso en el que dicha selección logró el título. A pesar de ser habitual en las convocatorias juveniles de esa época, no fue incluido para el torneo final realizado en los Juegos Olímpicos de Río 2016.
Hizo parte también de la Selección Colombia Sub-17 y la Selección Colombia Sub-20 en varios ciclos y competiciones, pero no logró ser convocado a un proceso mayor.

## Polémicas
Tras una riña en un bar de Puebla que lo dejó hospitalizado en junio de 2017, el club mexicano Lobos BUAP anunció su separación definitiva del plantel. Palacios sólo había participado con el primer equipo en el duelo inaugural del Apertura 2017, contra Santos Laguna.

## Clubes
| Club                      | País        | Año         | PJ | Goles |
| ------------------------- | ----------- | ----------- | -- | ----- |
| Once Caldas               | Colombia    | 2013 - 2014 | 8  | 0     |
| Irapuato                  | México      | 2014        | 3  | 0     |
| Cartaginés                | Costa Rica  | 2015        | 8  | 0     |
| Jaguares de Córdoba       | Colombia    | 2015        | 17 | 2     |
| Santa Fe                  | Colombia    | 2016        | 11 | 1     |
| Atlético Huila            | Colombia    | 2016        | 3  | 0     |
| Universidad de San Martín | Perú        | 2016        | 6  | 1     |
| Comerciantes Unidos       | Perú        | 2017        | 13 | 4     |
| Lobos BUAP                | México      | 2017        | 1  | 0     |
| FBC Melgar                | Perú        | 2017        | -  | -     |
| Aldosivi                  | Argentina   | 2017        | 6  | 0     |
| Sol de América            | Paraguay    | 2018        | 9  | 1     |
| Celaya                    | México      | 2018        | 3  | 0     |
| Independiente Medellín    | Colombia    | 2019        | 2  | 0     |
| Manaus                    | Brasil      | 2020        | -  | -     |
| Deportivo Achuapa         | Guatemala   | 2020        | 9  | 1     |
| Academia Cantolao         | Perú        | 2021        | 5  | 1     |
| Municipal Limeño          | El Salvador | 2021 -      | 4  | -     |

## Estadísticas
| Club                               | Temporada           | Liga  | Liga  | Copa Nacional | Copa Nacional | Copa Internacional | Copa Internacional | Total | Total |
| Club                               | Temporada           | Part. | Goles | Part.         | Goles         | Part.              | Goles              | Part. | Goles |
| ---------------------------------- | ------------------- | ----- | ----- | ------------- | ------------- | ------------------ | ------------------ | ----- | ----- |
| Once Caldas · Colombia             | 2013                | 5     | 0     | 3             | 0             | -                  | -                  | 8     | 0     |
| Once Caldas · Colombia             | 2014                | 0     | 0     | 0             | 0             | -                  | -                  | 0     | 0     |
| Once Caldas · Colombia             | Total               | 5     | 0     | 3             | 0             | 0                  | 0                  | 8     | 0     |
| Club Irapuato · México             | 2014                | 2     | 0     | 1             | 0             | -                  | -                  | 3     | 0     |
| Club Irapuato · México             | Total               | 2     | 0     | 1             | 0             | 0                  | 0                  | 3     | 0     |
| Club Sport Cartaginés · Costa Rica | 2014                | 8     | 0     | 0             | 0             | -                  | -                  | 8     | 0     |
| Club Sport Cartaginés · Costa Rica | Total               | 8     | 0     | 0             | 0             | 0                  | 0                  | 8     | 0     |
| Jaguares de Córdoba · Colombia     | 2015                | 17    | 2     | 0             | 0             | -                  | -                  | 17    | 2     |
| Jaguares de Córdoba · Colombia     | Total               | 17    | 2     | 0             | 0             | 0                  | 0                  | 17    | 2     |
| Santa Fe · Colombia                | 2016                | 10    | 1     | 0             | 0             | 1                  | 0                  | 11    | 0     |
| Santa Fe · Colombia                | Total               | 10    | 1     | 0             | 0             | 1                  | 0                  | 11    | 1     |
| Atlético Huila · Colombia          | 2016                | 3     | 0     | 0             | 0             | -                  | -                  | 3     | 0     |
| Atlético Huila · Colombia          | Total               | 3     | 0     | 0             | 0             | 0                  | 0                  | 3     | 0     |
| Universidad de San Martín · Perú   | 2016                | 10    | 1     | 0             | 0             | -                  | -                  | 10    | 1     |
| Universidad de San Martín · Perú   | Total               | 10    | 1     | 0             | 0             | 0                  | 0                  | 10    | 1     |
| Comerciantes Unidos · Perú         | 2017                | 11    | 3     | 0             | 0             | 2                  | 1                  | 13    | 4     |
| Comerciantes Unidos · Perú         | Total               | 11    | 3     | 0             | 0             | 2                  | 1                  | 13    | 4     |
| Lobos BUAP · México                | 2017                | 1     | 0     | 0             | 0             | -                  | -                  | 1     | 0     |
| Lobos BUAP · México                | Total               | 1     | 0     | 0             | 0             | 0                  | 0                  | 1     | 0     |
| FBC Melgar · Perú                  | 2017                | 0     | 0     | 0             | 0             | -                  | -                  | 0     | 0     |
| FBC Melgar · Perú                  | Total               | 0     | 0     | 0             | 0             | 0                  | 0                  | 0     | 0     |
| C. A. Aldosivi Argentina           | 2017                | 6     | 0     | 0             | 0             | -                  | -                  | 6     | 0     |
| C. A. Aldosivi Argentina           | Total               | 6     | 0     | 0             | 0             | 0                  | 0                  | 6     | 0     |
| Sol de América Paraguay            | 2018                | 9     | 1     | 0             | 0             | 0                  | 0                  | 9     | 1     |
| Sol de América Paraguay            | Total               | 9     | 1     | 0             | 0             | 0                  | 0                  | 9     | 1     |
| Celaya · México                    | 2018                | 3     | 0     | 0             | 0             | -                  | -                  | 3     | 0     |
| Celaya · México                    | Total               | 3     | 0     | 0             | 0             | 0                  | 0                  | 3     | 0     |
| Total en su carrera                | Total en su carrera | 85    | 8     | 4             | 0             | 6                  | 1                  | 95    | 9     |